# Rêverie (Skriabin)

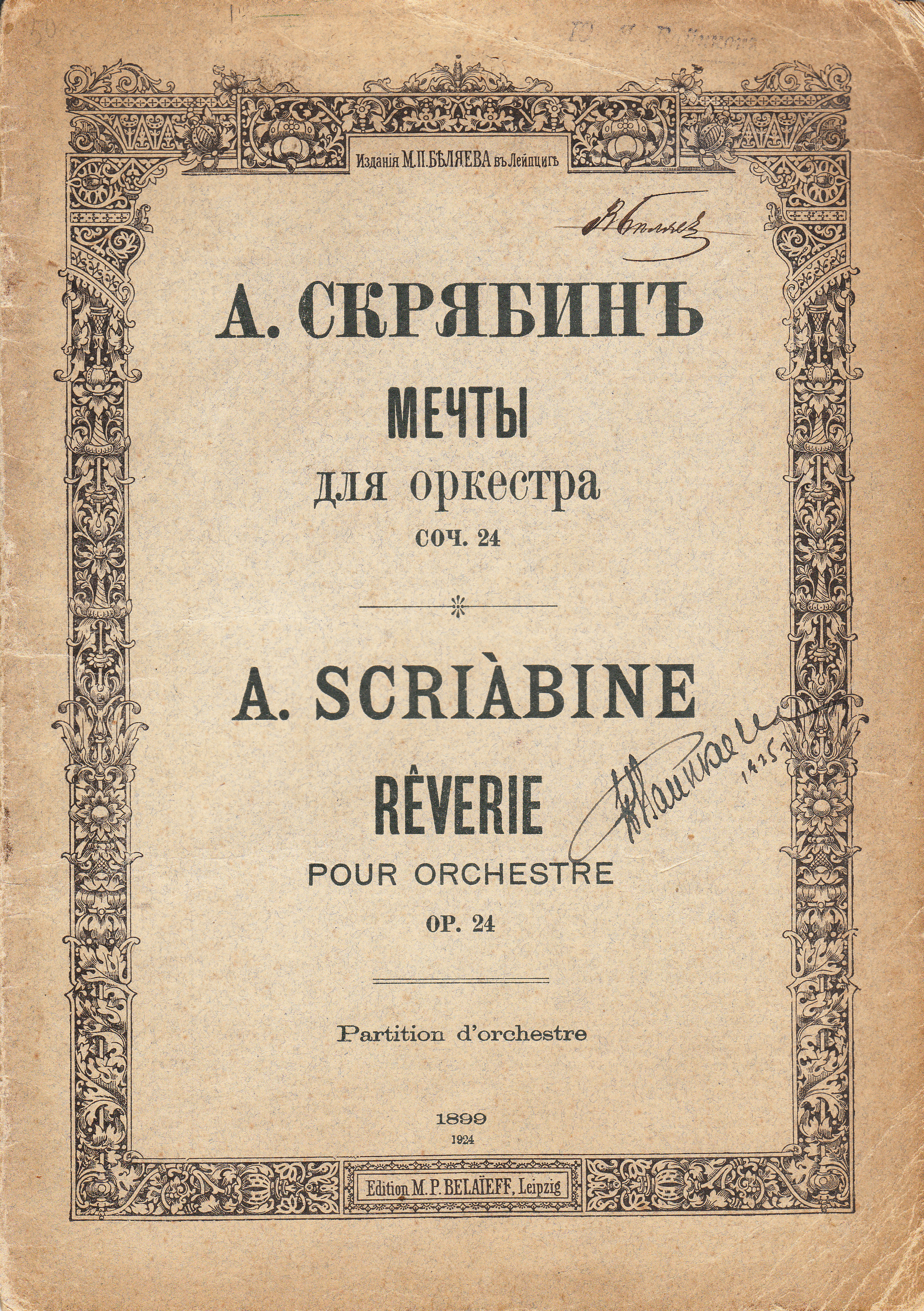
Portada de la primera edición.

Rêverie, Op. 24 es una obra orquestal compuesta por Aleksandr Skriabin en 1898. Fue la primera obra con orquesta que Skriabin publicó, aunque ya había escrito algunas antes. La compuso en total secreto, sin consejo de nadie. Habitualmente, una interpretación dura de 3 a 5 minutos.

## Composición
En noviembre de 1898 Skriabin viajó a San Petersburgo, y le llevó un presente, una sorpresa, a su editor Mitrofán Beliáyev. El presente era la partitura completa de una obra orquestal llamada Prélude, una pequeña miniatura en Mi menor y forma ternaria. Como a Belaïeff no le parecía adecuado denominar Prélude a una pieza orquestal, decidieron renombrarla como Rêverie. Además, debían buscar un nombre eslavo para las ediciones en ruso, así que barajaron mechty (ensoñación) y gryozy (contemplación, meditación), eligiendo el primer nombre.
Un día, su amigo Nikolái Rimski-Kórsakov visitó a Skriabin y tocó la obra al piano. La describió Encantadora, llena de intrigantes armonías y no mal orquestada (Delightful, wheated in piquant harmonies and not badly orchestrated). Tras escuchar los ensayos, Skriabin escribió:

Imagina mi felicidad, la pieza sonaba muy bien. En el ensayo del 1 de diciembre Korsakov estuvo muy delicado. Dedicó una hora entera a preparar cada sección, yendo a través de todas sus partes por separado [...]

La obra fue estrenada el 5 de diciembre de 1898 en San Petersburgo tras Tamara de Mili Balákirev, con gran éxito, y Rimski-Kósakov tuvo que hacer un bis y repetirla. Después, Skriabin interpretó una selección de sus estudios, preludios e impromptus al piano.